# Hurenfurt
Hurenfurt war ein Ort, der sich im Mittelalter im Westen der heutigen Gemarkung von Fürfeld (einem Ortsteil von Bad Rappenau im Landkreis Heilbronn im nördlichen Baden-Württemberg) befand. Der Ort ist in Quellen aus dem 13. und 14. Jahrhundert belegt und war im 16. Jahrhundert bereits verschwunden. Die Wüstung wurde später Altfürfeld benannt.

## Geschichte
Der älteste Nachweis des Ortes Hurenfurt stammt aus dem Urbar des Stifts Wimpfen um 1290. Der Stiftsdekan und Verfasser des Urbar, Burkhard von Hall, hatte alle Orte besucht, in denen das Stift Rechte besaß, und im Urbar seiner Reiseroute folgend die Orte und die jeweiligen Abgaben festgehalten. Von Massenbach kam er über Dietershusen (heute Massenbachhausen) und Liuterstein (abgegangener Ort im Bereich der zu Massenbachhausen zählenden heutigen Leutersteiner Höfe) nach Hurenfurt, von wo aus er einen Besuch in Fürfeld unternahm und dann nach Grombach weiterreiste. Aus der Beschreibung von Gütern in Hurenfurt lässt sich ableiten, dass sich der Ort wohl etwa anderthalb Kilometer westlich von Fürfeld befand. Der Flurname Pfaffenbrunnen in jenem Bereich könnte auf den einstigen Besitz des Stifts Wimpfen verweisen.
Weitere Hinweise zur Lokalisierung ergeben sich aus dem Ortsnamen Hurenfurt, der sich wohl von hurwin (althochdeutsch für sumpfig) ableitet. Westlich von Fürfeld verlief die Frankfurter Straße, ein auch Hohe Straße genannter alter Fernweg, durch das sumpfige Quellgebiet des Fürfelder Baches. Archäologische Untersuchungen in diesem Bereich haben sowohl römische Siedlungsspuren als auch mittelalterliche Gefäßreste erbracht. Hurenfurt könnte also längs des Fernweges an der Stelle einer einstigen römischen Siedlung entstanden sein.
In einem Nekrolog des Stifts Wimpfen aus dem 13. Jahrhundert wird am 16. Januar des Wormser Bischofs Azecho gedacht, der von 1025 bis 1044 Bischof in Worms war und in dessen Amtszeit Hurenfurt in den Besitz des Stifts Wimpfen gelangt sein soll. Im Urbar werden drei Pfleghöfe des Stifts Wimpfen sowie mindestens drei weitere Häuser in Hurenfurt genannt. Das Stift besaß zwei Drittel des großen und kleinen Zehnten, die Vogtei sowie die Gerichtsbarkeit über den Ort.
1315 kam der Ort mit Bewohnern, Gütern und Gerichtsbarkeit im Tausch gegen den Zehnten in Offenau an Conrad von Neipperg, wobei das Stift Wimpfen den großen Zehnten in Hurenfurt behielt. In der Tauschurkunde wird der Ort letztmals als Siedlung erwähnt.
Im 15. und 16. Jahrhundert wird Hurenfurt lediglich noch in Zusammenhang mit Zehntrechten erwähnt, jedoch wurden die dortigen Äcker wohl bereits von Fürfelder Bauern bestellt. Die jüngsten archäologischen Funde stammen aus dem 15. Jahrhundert, so dass der Ort wohl schon vor dem 16. Jahrhundert aufgegeben wurde.
1569 wird ein abgesondert versteintes Gebiet bei Fürfeld mit Zehntrechten des Stifts Wimpfen als Altfürfeld bezeichnet, 1622 bekräftigte das Wimpfener Stift nochmals seine althergebrachten Rechte in Altfürfeld. 1681 gab es keine abgesonderte Markung mehr. In der Oberamtsbeschreibung des Oberamts Heilbronn von 1865 wird erwähnt, dass Altfürfeld bereits vor dem Dreißigjährigen Krieg abgegangen sei.
Die Gründe für die Aufgabe des Ortes werden in der Siedlungskonzentration des späten Mittelalters und der ungünstigen Lage an der Fernstraße gesehen. Die Bewohner von Hurenfurt/Altfürfeld sind höchstwahrscheinlich ins nahe Fürfeld übergesiedelt, wo eine Ortsummauerung und die Burg Fürfeld wesentlich mehr Schutz boten als die unbefestigten Hofstellen am Fernweg.